# Salvia asperata
Salvia asperata là một loài thực vật có hoa trong họ Hoa môi. Loài này được Falc. ex Benth. miêu tả khoa học đầu tiên năm 1848.